# Montagna (Kandinskij)
Montagna è un dipinto a olio su tela (109x109 cm) realizzato nel 1909 dal pittore Vasily Kandinsky. È conservato nella Städtische Galerie im Lenbachhaus di Monaco.